# Liste der Monuments historiques in La Neuville (Nord)
Die Liste der Monuments historiques in La Neuville (Nord) führt die Monuments historiques in der französischen Gemeinde La Neuville auf.

## Liste der Bauwerke
| Bezeichnung           | Beschreibung                       | Standort | Kennzeichnung | Schutzstatus | Datum | Bild |
| --------------------- | ---------------------------------- | -------- | ------------- | ------------ | ----- | ---- |
| Château de l’Ermitage | Schloss, erbaut im 18. Jahrhundert | (Lage)   | PA00107762    | Inscrit      | 1966  |      |

## Liste der Objekte
- Monuments historiques (Objekte) in La Neuville (Nord) in der Base Palissy des französischen Kultusministeriums